# Ernst Walter Ebersold

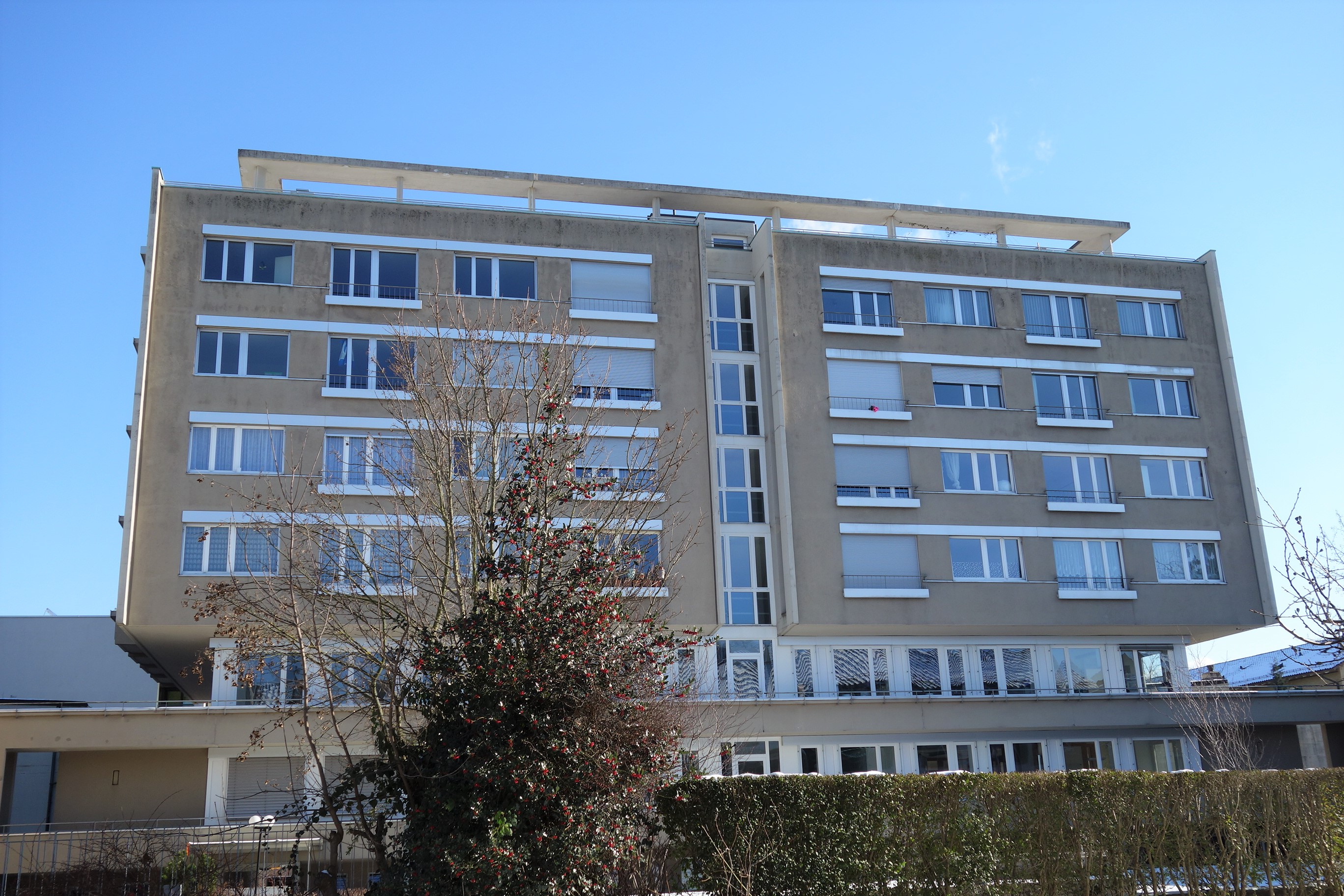
Überbauung Verzinkerei Stoos AG in Zürich-Albisrieden, das letzte Werk von Ebersold

Ernst Walter Ebersold (* 23. Juni 1894 in Bern; † 13. Juli 1968 in Zürich) war ein Schweizer Architekt, der in Bern und Zürich arbeitete.

## Leben
Ernst Walter Ebersold wurde als Sohn eines Kolonialwarenhändlers in Bern geboren. In Düttisberg bei Burgdorf aufgewachsen, besuchte er dort das Technikum Burgdorf. In den Jahren 1917 und 1918 arbeitete er in Ostpreussen beim Wiederaufbau der vom Krieg zerstörten Städte. Ebersold lernte Charlotte Thun kennen, die er heiratete. In der Schweiz zurück, wohnte er kurz in Olten, wo der Familie die Tochter Annalies geboren wurde. Ebersold zog weiter nach Luzern, wo er drei Wohnhäuser baute. 1926 zog er nach Berlin, wo er mit dem Regierungsbaumeister Hans Wormann zusammenarbeitete. Mit dem aufziehenden Zweiten Weltkrieg kehrte Ebersold Anfang der 1930er-Jahre in die Schweiz zurück, wo er für Ernst Bützberger (1879–1935) arbeitete, der die Markthalle Burgdorf baute. Ebersold war massgeblich am Bau der Villa Sonja in Pieterlen beteiligt, wo er sich um die Klinkerpartien der Fassade kümmerte – ein damals noch unbekanntes Material in der Schweiz. 1932 wechselte Ebersold zu Ernst Schmid in Bern, wo er am Bau von einigen Mehrfamilienhäusern mitarbeitete. Sein Merkmal waren die mit Klinker eingefassten Hauseingänge. Ab 1933 arbeitete Ebersold im eigenen Büro und entwarf einige Villen.
In den Jahren 1934 bis 1935 baute Ebersold den Wohnblock an der Hallerstrasse im Auftrag der Bauunternehmung L. Herzogs Söhne, was sein bedeutendstes Bauwerk werden sollte. Das hufeisenförmige Mehrfamilienhaus bildet zusammen mit dem nördlich der Hallerstrasse stehenden Mehrfamilienhaus von Scherler & Berger das grösste Architekturensemble der 1930er-Jahre in Bern. Im Bau von Ebersold lassen sich Elemente der zum UNESCO-Welterbe gehörenden Hufeisensiedlung im Berliner Ortsteil Britz und des WOGA-Komplexes am Lehniner Platz, ebenfalls in Berlin, erkennen.
Beim Bau der Villa Max Steuer in Muri bei Bern im Jahr 1935 verliebte sich Ebersold in Hermine Pezzei, die Frau des Bauherrn, was zur Scheidung beider Ehepaare führte. Max Steuer vermietete darauf sein Haus an die deutsche Gesandtschaft, worauf es vom Juli 1936 bis zum Mai 1943 zum Wohnsitz von Sigismund von Bibra wurde, der während des Zweiten Weltkriegs der Landesgruppenleiter der NSDAP in der Schweiz war. Ebersold heiratete Hermine und zog nach Zürich, wo seine aus dem Südtirol stammende Frau aufgewachsen war. Beziehungen zur Familie von Hermine führten Ebersold ins Südtirol, wo er zusammen mit einem lokalen Hotelier ein Touristenhaus auf dem Passo Tre Croci zu einem Hotel erweiterte.
In Zürich arbeitete Ebersold zuerst an einem Entwurf für eine U-Bahn, dann an einem Entwurf für einen Durchgangsbahnhof als Ersatz für den bestehenden Hauptbahnhof, den er 1957 präsentierte. Der Bahnhof wäre entlang der Sihl gelegen. Im Norden wäre die Zufahrt über das bestehende Bahnhofvorfeld erfolgt, im Süden über einen Anschluss an die Schleife der Bahnstrecke Zürich–Chur. Im Bahnhof waren vier Mittelperrons von doppelter Länge vorgesehen, die es erlaubt hätten, zwei Züge hintereinander aufzustellen. Das von den niederländischen Bahnhöfen Utrecht Centraal und Amsterdam Centraal bekannte Konzept hätte im neuen Bahnhof 16 Perronkanten ergeben. Der radikale Städtebauentwurf wurde als eine Nummer zu gross für Zürich empfunden und nicht weiterverfolgt.
Das letzte Werk von Ebersold war eine Wohnüberbauung auf dem Areal der Verzinkerei Stoos AG an der Mühlezelgstrasse in Albisrieden, die aus einem sechsgeschossigen Wohnblock mit zwei Bürogeschossen im Sockel und zwei Reiheneinfamilienhäusern besteht.

## Werk
- Einfamilienhaus, Ruflisbergstr. 4, Luzern (abgebrochen)
- Einfamilienhaus, Mettenwylstrasse 9 und 11, Luzern[9]
- 1929: Itten-Schule, Konstanzer Strasse 14, in Berlin-Wilmersdorf.[10]
- 1934: Villa Alfred Amonn, Bitziusstrasse 53, Bern[11]
- 1934–1935: Villa Max Steuer, Waldriedstrasse 23, Muri bei Bern[12]
- 1934–1935: Wohnblock Hallerstrasse 49–55, Bern[13]
- 1936–1937: Haus von May, Gurtenweg 46, Muri bei Bern[14]
- 1936–1937: Haus Godefroy-Marcuard, Gurtenweg 48, Muri bei Bern[15]
- 1949: Vorprojekt U-Bahn Zürich
- 1957: Vorschlag Durchgangsbahnhof Zürich[7]